# فيرديناند (فلم)
فيرديناند (بالإنجليزية: Ferdinand) هو فيلم دراما-كوميديا ومغامرة أنتج سنة 2017 من إخراج كارلوس سالدانا ومن إنتاج شركات استديوهات بلو سكاي، وتونتيث سينتشوري فوكس دافيس إنترتايمنت، ويعتبر هذا الفيلم من أعمال المصارع الشهير جون سينا والحكاية مؤلفة من القصة أو الرواية قصة فيرديناند (بالإنجليزية: The Story of Ferdinand).
ويعتبر أيضا من الفيلم السابق فيرديناند الثور (بالإنجليزية: Ferdinand the Bull).
وقصة الفيلم تشبه تقريبًا مصارعة الثيران ولكن لم يعرض لحظات المصارعة سوى في اللحظات الأخيرة.

## القصَّة
فِي إسبانيا، كان هناك ثور يدعى فِيردِينَانْد ولد بين الثيران والقوة و لكنه كان رحيماً وطيب القلب ولم يكن يشبههم فقرر الهرب وذهب لمزرعة صغيرة وربته ابنة الفلاح، إلى أن أتى يوم كبر فيه هذا الثور وأصبح ضخمًا، ثم تركوه ليذهبوا إلى السوق لكن عدم صبره أداه إلى المتَاعِب والالتقاء بثيران مصارعة ويصبحوا أصدقاءُهُ ثمَّ يهرب من الحضيرة معهم وبعد مغامرة شيقة، يصلون إلى مزرعة وهكذا عادو ليعيشوا بسلام، فيرديناند هو ثور أسود لطيف، له شعر قليل في رأسه ويمتلك دائرتان بيضوتان تحومان بعينيه، يحب عائلته كثيرا.

## طقم التمثيل
- جون سينا بدور فيرديناند، الثور
- كيت مكينون بدور لوب
- بوبي كانفال بدور فاليينت
- أنتوني أندرسن بدور بونز
- بيتون مانينغ بدور غابو

## الإنتاج

### الفكرة

(قصة فيرديناند)، الرواية التي استوحت الفيلم

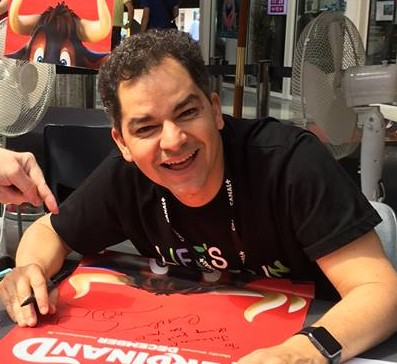
كارلوس سالدانا أثناء توقيعه على الصور

- فكر مخرج هذا الفيلم حتى تذكر أن هناك رواية مناسبة لفيلمه ولكن بصيغة أحسن أي بالـ3D وهكذا إستوحت كل جملة وحركة من هذه الرواية مناسبة والتي هي من تأليف مونرو ليف (بالإنجليزية: Munro Leaf) وحققت نجاحًا باهرا في ذلك الحين، وعقد إتفاقًا مع الشركتين تونتيث كينتري فوكس وبلو سكاي ونشر هذا الفيلم في السينما، كانت الميزانات لها سعر مرتفع، ولكن الإيرادت كانت البطاقة الرابحة حينها إرتفعت وأصبح أكثر من مئة مليون دولار أمريكي
أحضر الفيلم لكارلوس سالدانا شهرة كبيرة ولم يتعرض للانتقادات حينها.

### دي في دي المنزلي
- في 22 مايو 2018، فيرديناند أصبح يباع في الأسواق بمقدار 84.4$ مليون دولار أمريكي في أمريكا وكندا، وأما في البلدان المجاورة فتقدر بـ210$ مليون دولار أمريكي، وأما البلدان الأخرى بـ295،1$ وهذا أكثر من ميزانية الفيلم.

## مواقع التصوير

علم إسبانيا

- بالرغم من أن الفيلم أمريكي، إلا أن الأحداث تقع في إسبانيا، لأن مصارعة الثيران تعتبر أشهر رياضة بالنسبة إليهم، ومدة الفيلم كانت حوالي 108 دقيقة، تعتبر إسبانيا الأكثر إعجابا بالرياضة فمعضم ولاياتها مليئة بملعب المصارعة.

## الميزانية والإيرادات
- ميزانية الفيلم كانت تقدر بـ111$ مليون، والإيرادات بـ295،1$ مليون دولار أمريكي

## الجوائز والترشيحات

الجائزة الوحيدة التي فاز بها الفيلم

- ترشح الفيلم 11 مرة وفاز مرة واحدة بجائزة هومانيتاس بريز (بالإنجليزية: Humanitas Prize) في 16 فبراير 2018

| الجوائز                             | تاريخ الترشح                                 | فئة                                                                     | المستلم(ون) والاسم                                                                     | نتائج | مصادر |     |
| ----------------------------------- | -------------------------------------------- | ----------------------------------------------------------------------- | -------------------------------------------------------------------------------------- | ----- | ----- | --- |
| جائزة الأوسكارs                     | حفل توزيع جوائز الأوسكار التسعون             | جائزة الأوسكار لأفضل فيلم رسوم متحركة                                   | كارلوس سالدانا and Lori Forte                                                          | رُشِّح   |       |     |
| جائزة آنيs                          | February 3, 2018 ‏                            | Design in an Animated Feature Production                                | Thomas Cardone Arden Chan Andrew Hickson Mike Lee Jason Sadler                         | رُشِّح   |       |     |
| جائزة آنيs                          | February 3, 2018 ‏                            | Editorial in an Animated Feature Production                             | Harry Hitner Tim Nordquist                                                             | رُشِّح   |       |     |
| جائزة الغولدن غلوبs                 | حفل توزيع جوائز الغولدن غلوب الخامس والسبعون | جائزة غولدن غلوب لأفضل فيلم رسوم متحركة                                 | Carlos Saldanha                                                                        | رُشِّح   | [ 1 ] |     |
| جائزة الغولدن غلوبs                 | حفل توزيع جوائز الغولدن غلوب الخامس والسبعون | جائزة غولدن غلوب لأفضل أغنية أصلية                                      | "Home"                                                                                 | رُشِّح   | [ 1 ] | رُشِّح |
| w:Cinema Audio Society Awards       | February 24th 2018 ‏                          | Outstanding Achievement in Sound Mixing for a Motion Picture – Animated | Bill Higley, Randy Thom, Lora Hirschberg, Leff Lefferts, Shawn Murphy and Scott Curtis | رُشِّح   | [ 2 ] |     |
| w:Guild of Music Supervisors Awards | February 8, 2018                             | Best Song/Recording Created for a Film                                  | "Home"                                                                                 | رُشِّح   | [ 3 ] |     |
| w:Humanitas Prize                   | February 16, 2018                            | Feature – Family                                                        | Ron Burch & David Kidd, Don Rhymer, Robert L. Baird and Tim Federle and براد كوبلاند   | فوز   | [ 4 ] |     |
| Kids' Choice Awards                 | March 24, 2018                               | Favorite Animated Film ‏                                                 | Ferdinand                                                                              | رُشِّح   | [ 5 ] |     |
| w:Producers Guild of America Awards | January 20, 2018                             | Outstanding Producer of Animated Theatrical Motion Picture              | Lori Forte and Bruce Anderson                                                          | رُشِّح   | [ 6 ] |     |
| جمعية المؤثرات البصرية              |                                              |                                                                         |                                                                                        |       |       |     |
| w:Producers Guild of America Awards | January 20, 2018                             | Outstanding Producer of Animated Theatrical Motion Picture              | Lori Forte and Bruce Anderson                                                          | رُشِّح   | [ 6 ] |     |
| جمعية المؤثرات البصرية              | February 13, 2018 ‏                           | Outstanding Effects Simulations in an Animated Feature                  | Yaron Canetti, Allan Kadkoy, Danny Speck, Mark Adams                                   | رُشِّح   | [ 7 ] |     |
| w:Movieguide Awards                 | March 2018                                   | Best Movie for Families                                                 | Ferdinand                                                                              | رُشِّح   | [ 8 ] |     |

## وصلات خارجية
مقالات تستعمل روابط فنية بلا صلة مع ويكي بيانات

- فيرديناند على ويكي الاقتباس (الإنجليزية)